# 王守素 (萬曆進士)
王守素（1545年—1610年），字德孚（德履），别号带河，應天府溧水縣人，軍籍，明朝政治人物。

## 生平
應天府鄉試第七名，丁丑丁母赵淑人艱。萬曆八年（1580年）庚辰科會試第一百五十名，登三甲第二十名進士。授杭州府推官。十年壬午、十三年乙酉任浙江乡试同考官。十五年丁父双塘公艱，十七年己丑服闋，起補保定府推官。十八年擢礼部主客司主事，五载歴儀制司员外、主客司郎中，二十二年调吏部稽勲司郎中，徙验封司，一年主考功。二十三年升南京太僕寺少卿，行三年，改北太僕。二十七年升右通政，转左通政，二十八年庚子（1600年）轉光禄寺卿。戊申請告歸。卒萬曆三十八年（1610年）庚戌，享年六十有六。配武氏，封淑人。子二：长知益，後公三月卒；次知充。

## 家族
曾祖王綾；祖父王像；父王鼐，號雙塘。母趙氏。兄王守業。